# Tlogojati
Tlogojati is een bestuurslaag in het regentschap Wonosobo van de provincie Midden-Java, Indonesië. Tlogojati telt 2686 inwoners (volkstelling 2010).